# Écoulement stationnaire
 (mai 2022).
La mise en forme du texte ne suit pas les recommandations de Wikipédia : il faut le « wikifier ».
Les points d'amélioration suivants sont les cas les plus fréquents. Le détail des points à revoir est peut-être précisé sur la page de discussion.
- Les titres sont pré-formatés par le logiciel. Ils ne sont ni en capitales, ni en gras.
- Le texte ne doit pas être écrit en capitales (les noms de famille non plus), ni en gras, ni en italique, ni en « petit »…
- Le gras n'est utilisé que pour surligner le titre de l'article dans l'introduction, une seule fois.
- L'italique est rarement utilisé : mots en langue étrangère, titres d'œuvres, noms de bateaux, etc.
- Les citations ne sont pas en italique mais en corps de texte normal. Elles sont entourées par des guillemets français : « et ».
- Les listes à puces sont à éviter, des paragraphes rédigés étant largement préférés. Les tableaux sont à réserver à la présentation de données structurées (résultats, etc.).
- Les appels de note de bas de page (petits chiffres en exposant, introduits par l'outil «  Source ») sont à placer entre la fin de phrase et le point final[comme ça].
- Les liens internes (vers d'autres articles de Wikipédia) sont à choisir avec parcimonie. Créez des liens vers des articles approfondissant le sujet. Les termes génériques sans rapport avec le sujet sont à éviter, ainsi que les répétitions de liens vers un même terme.
- Les liens externes sont à placer uniquement dans une section « Liens externes », à la fin de l'article. Ces liens sont à choisir avec parcimonie suivant les règles définies. Si un lien sert de source à l'article, son insertion dans le texte est à faire par les notes de bas de page.
- La présentation des références doit suivre les conventions bibliographiques. Il est recommandé d'utiliser les modèles {{Ouvrage}}, {{Chapitre}}, {{Article}}, {{Lien web}} et/ou {{Bibliographie}}. Le mode d'édition visuel peut mettre en forme automatiquement les références.
- Insérer une infobox (cadre d'informations à droite) n'est pas obligatoire pour parachever la mise en page.

Pour une aide détaillée, merci de consulter Aide:Wikification.
Si vous pensez que ces points ont été résolus, vous pouvez retirer ce bandeau et améliorer la mise en forme d'un autre article.
En mécanique des fluides, un écoulement stationnaire est un écoulement dans lequel le vecteur vitesse en chaque point (par rapport à un certain référentiel) reste constant au cours du temps, tout en pouvant différer d'un point à un autre. Les variables d'état du système sont également constantes.
Au sens strict, un écoulement stationnaire est nécessairement laminaire, mais au sens large on qualifie parfois de stationnaires des écoulements turbulents dans lesquels la moyenne du vecteur vitesse (sur une certaine échelle de temps) reste constante en tout point (sur une échelle de temps plus grande).

## Premier principe (thermique industrielle)
Soit {\displaystyle D_{i}} ou {\displaystyle i\in [1,2]} la masse de fluide traversant une section choisit par unité de temps. Comme par hypothèse l'écoulement est permanent alors:
{\displaystyle D_{1}}={\displaystyle D_{2}}
Le débit est donc conservatif.
De plus si le système n'a pas un diamètre de sortie équivalent à l'entrée, le vitesse d'écoulement du liquide à la sortie sera 
inversement proportionnelle au diamètre.

### Énoncé
En régime stationnaire:
{\displaystyle \Delta (h+e_{c}+e_{p})=q+w_{u}}
ou alors:
{\displaystyle [h+{\tfrac {v^{2}}{2}}+gz]_{1}^{2}=q+w_{u}}
- La notation des variables en caractère minuscule signifie que la masse n'est pas prise en compte.
- 1 et 2 représentent respectivement l'entrée et la sortie du système étudié.

{\displaystyle h} est l'enthalpie massique, {\displaystyle gz} la gravité, {\displaystyle v} la vitesse d'écoulement direct, {\displaystyle q} le transfert thermique pour chaque unité de matière, {\displaystyle w_{u}} travail utile.

#### Cas d'un écoulement lent
{\displaystyle [h]_{1}^{2}=q+w_{u}}

### Exemple des machines thermiques

#### Opérationsadiabatiques
- Compresseur : dispositif augmentant la pression d'un gaz pendant un temps relativement court.
- Pompe: dispositif augmentant la pression d'un liquide pendant un temps.
- Turbine: dispositif distribuant de du travail {\displaystyle w_{u}} quand alimenté en vapeurs.

##### Autres opérations
- Évaporation : échange thermique dissipant la vapeur au profit du liquide.
- Condensation : échange thermique évaporant le liquide au profit de la vapeur.
- Laminage : transformation isenthalpique ({\displaystyle h=constante}) et avec travail utile {\displaystyle w_{u}=0}.